# Leonard Forrer
Leonard Forrer, noto anche come Leonhard Forrer (Winterthur, 7 novembre 1869 – Bromley, 17 novembre 1953), è stato un numismatico e commerciante di monete svizzero naturalizzato britannico.

## Biografia
Forrer nel 1887 si recò come studente in Inghilterra, dove dal 1889 lavorò per Spink & Son, una società di commercio d'arte di Londra. Dopo breve tempo divenne il responsabile del settore delle monete e con il suo contributo l'azienda divenne una delle più importanti del settore a livello mondiale. Dal 1893 pubblicò la Numismatic Circular.
Oltre a diversi altre pubblicazioni e a cataloghi numismatici è in primo luogo noto per il suo testo in 8 volumi con le biografie di tutti i glittici, medaglisti e i magistrati monetari dall'antichità al 1900, testo tuttora di grande rilevanza.
Anche il figlio Leonard Steyning Forrer (1895–1968) è stato un commerciante di monete.
Nel 1944 è stato insignito con la medaglia della Royal Numismatic Society.

## Pubblicazioni
- Biographical dictionary of medallists, coin-, gem-, and seal-engravers, mint-masters, etc. ancient and modern. With references to their works, B. C. 500 – A. D. 1900. London 1902–1930. 6 volumi.
  - Volume 1, (A–D), 1904 (University of Michigan)
  - Volume 2, (E–H), 1907 (Internet Archive)
  - Volume 3, (I–Maz), 1907 (Internet Archive)
  - Volume 4, (M.B.–Q), 1909 (Internet Archive)
  - Volume 5, (R–S), 1912 (Internet Archive)
  - Volume 6, (T–Z), 1916 (Internet Archive)
  - Supplemento: Biographical notices of medallists... London 1924–1930. 2 volumi. 
    - ristampa di tutti gli 8 volumi: London 1979–1981, ISBN 90-70296-02-0, ISBN 90-70296-03-9.
    - con J. S. Martin: Index to Leonard Forrer's Biographical Dictionary of Medallists. London 1987.